# Estación de Port-Royal
La estación de Port-Royal es una estación ferroviaria de la línea B del RER situada bajo el bulevar de Port-Royal, al sur de París.

## Historia
Fue inaugurada en 31 de marzo de 1895 tras la ampliación hacia Luxembourg de la línea de Sceaux por parte de la Compañía de Ferrocarriles de París a Orleans. En 1937, fue transferida a la Compañía del Metropolitano de París, que en 1948 se convirtió en la actual RATP.
En 1977 la estación se integró en la línea B del RER.
El 3 de diciembre de 1996 fue escenario de un atentado terrorista que causó cuatro muertos y 170 heridos. 

## Descripción
Su estilo arquitectónico tiene poco que ver con las demás estaciones parisinas de la línea ya que la estación se sitúa a caballo sobre las vías sobre una pasarela debido a la falta de espacio. 
Se compone de dos andenes laterales ligeramente curvados y de dos vías.